# NXT Arrival
NXT Arrival (stylizowane na NXT ArRIVAL) – gala wrestlingu, wyprodukowana przez federację WWE dla zawodników brandu rozwojowego NXT. Odbyła się 27 lutego 2014 w Full Sail University w Winter Park na Florydzie. Była transmitowana na żywo za pośrednictwem WWE Network. Była to pierwsza gala ekskluzywna dla brandu NXT, jak również pierwsza gala emitowana na WWE Network.
Podczas wydarzenia odbyło się siedem walk, z czego jedno starcie nie zostało wyemitowane (był to tzw. dark match). W walce wieczoru NXT Champion Bo Dallas bronił tytułu mistrzowskiego przeciwko Adrianowi Neville’owi.
Gala otrzymała dobre noty od krytyków. Kevin Pantoja, jeden z redaktorów serwisu o tematyce sportowej, 411mania.com, ocenił galę na 8.5 punktu w skali dziesięciopunktowej. Średnia ocen wszystkich walk gali przyznanych przez Wrestling Observer Dave’a Meltzera wyniosła 2½ gwiazdki. Najwyższą ocenę otrzymało starcie Cesaro z Samim Zaynem – magazyn przyznał tej walce 4¼ gwiazdki na 5 możliwych.

## Produkcja

### Przygotowania

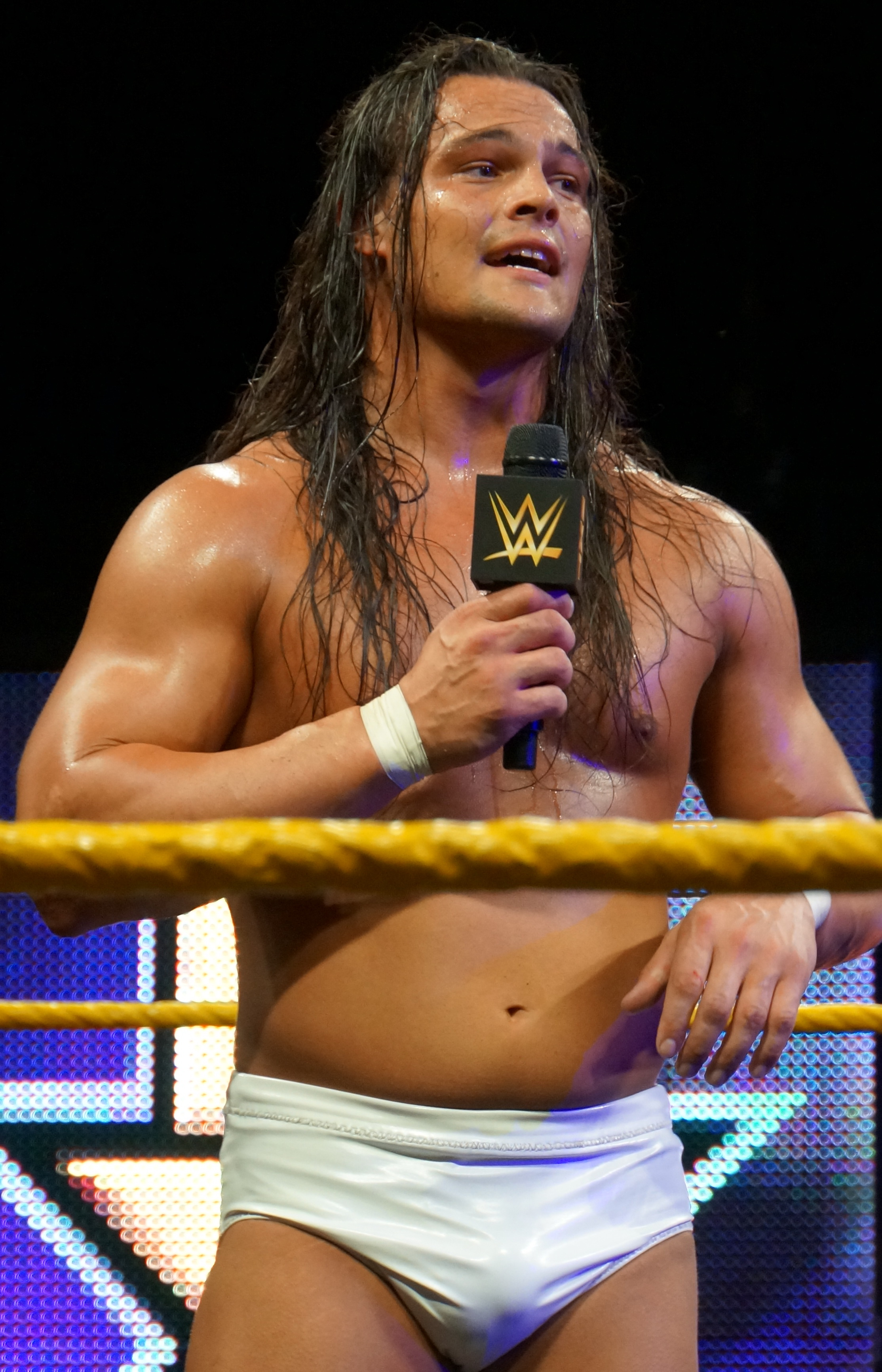
Bo Dallas bronił NXT Championship w walce wieczoru gali

Brand rozwojowy WWE NXT powstał w czerwcu 2012, zastępując poprzednią szkółkę federacji – Florida Championship Wrestling (FCW). Wrestlerzy pracujący dla FCW zostali automatycznie przeniesieni do nowego brandu, gdzie kontynuowali przygotowania do debiutów w głównym rosterze WWE. Wraz z otwarciem brandu zaczęto emitować tygodniówkę NXT, będącą duchowym następcą FCW TV. W przeciwieństwie jednak do emitowanego jedynie w lokalnej telewizji FCW TV, nagrane odcinki NXT zaczęto nadawać za pośrednictwem telewizji krajowej na wzór Raw i SmackDown. Spowodowało to szybki rozwój i wzrost popularności nowego programu WWE. 1 lutego 2014 ogłoszono, że pierwsza gala specjalna NXT, o nazwie „NXT Arrival”, odbędzie się 27 lutego i będzie nadawana na żywo za pośrednictwem debiutującej zaledwie cztery dni wcześniej usługi WWE Network
NXT Arrival oferowało walki wrestlingu z udziałem różnych wrestlerów z udziałem różnych wrestlerów z zaplanowanych przez bookerów rywalizacji i storyline’ów, które były kreowane na tygodniówce NXT. Wrestlerzy byli przedstawiani jako heele (negatywni, źli zawodnicy i najczęściej wrogowie publiki) i face’owie (pozytywni, dobrzy i najczęściej ulubieńcy publiki), którzy rywalizują pomiędzy sobą w seriach walk mających w budować napięcie. Punktem kulminacyjnym rywalizacji są walki na galach PPV lub serie pojedynków.

### Rywalizacje

#### Paige vs. Emma
W lipcu 2013 zorganizowano kobiecy turniej, mający wyłonić pierwszą posiadaczkę nowo utworzonego NXT Women’s Championship. W finale turnieju, 24 lipca 2013, spotkały się Paige oraz Emma; z walki zwycięsko wyszła Paige. Tydzień później Komisarz NXT Dusty Rhodes zapowiedział, że Emma i jej przeciwniczka z półfinału turnieju, Summer Rae, zmierzą się ze sobą w zawodach tanecznych, a stawką pojedynku będzie szansa walki z Paige. Konkurs tańca, decyzją fanów zgromadzonych w Full Sail University, wygrała Emma. Rywalizacja między Emmą, Summer Rae i Paige toczyła się do końca 2013. Jesienią do sporu dołączyła także Sasha Banks, która połączyła siły z Rae, tworząc drużynę „BFFs”; 9 października Banks i Rae zaatakowały Emmę, lecz wycofały się, gdy do ringu wbiegła Paige. W kolejnym tygodniu doszło do walki drużynowej, której zwyciężczyniami okazały się BFFs; spowodowało to kolejne napięcie między Paige i Emmą. W wyniku ataku ze strony BFFs Emma doznała urazu głowy, który uniemożliwił jej występy w następnych tygodniach i wykorzystanie prawa do walki z mistrzynią kobiet. Rywalizacja została wznowiona w styczniu 2014, kiedy Emma obroniła swoje miano pretendenckie w walce z Natalyą. 1 lutego ogłoszono, że rywalki zmierzą się ze sobą na NXT Arrival.

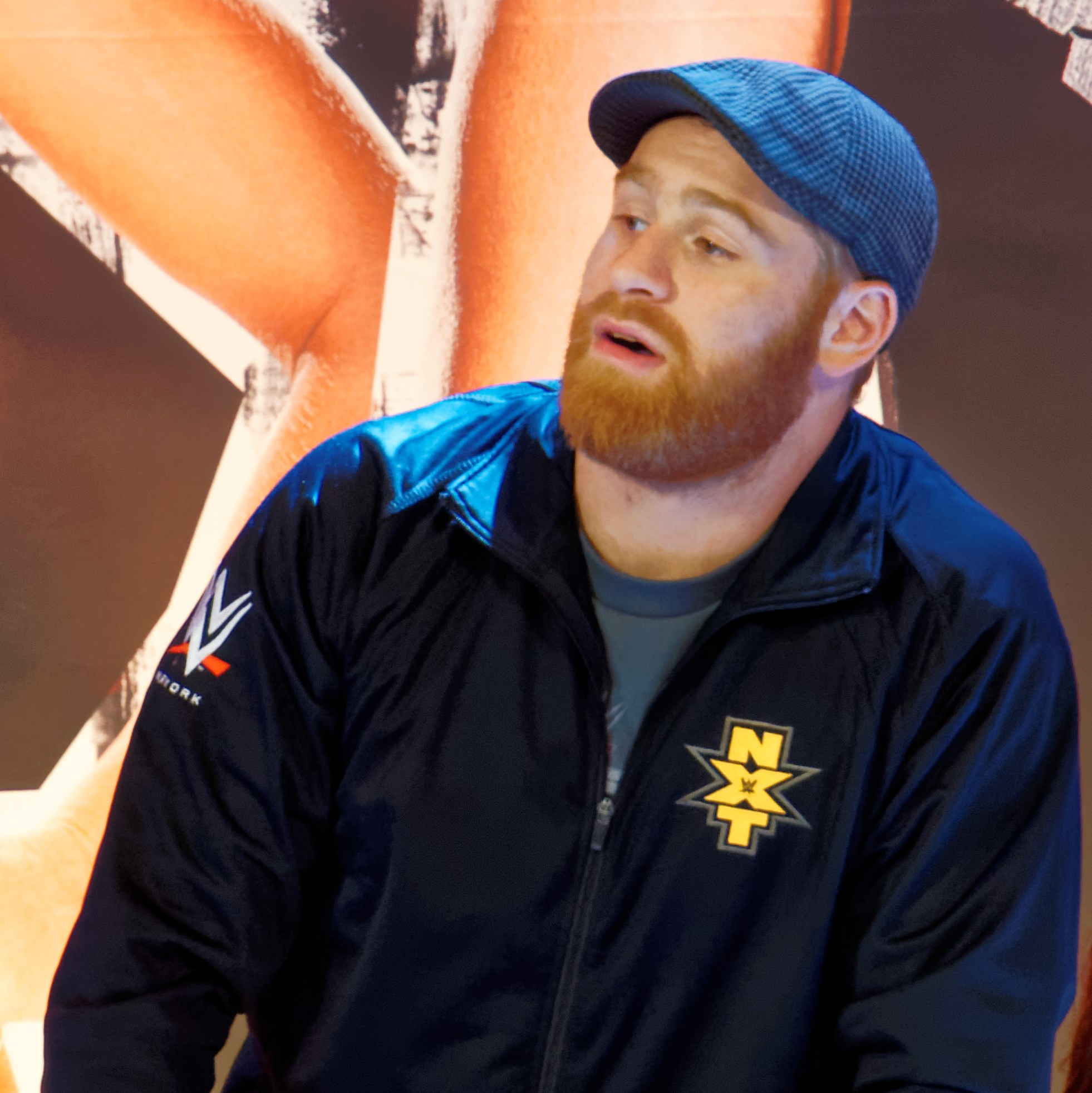
Rywalizacja Samiego Zayna (na zdjęciu) z Cesaro trwała od maja 2013 i miała zakończyć się na NXT Arrival

#### Cesaro vs. Sami Zayn
Rywalizacja między Samim Zaynem a Cesaro rozpoczęła się 22 maja 2013, kiedy debiutujący w NXT Zayn wyzwał Cesaro na pojedynek i pokonał go; po walce debiutant stał się ofiarą ataku ze strony sfrustrowanego przeciwnika. Podczas odcinka z 5 czerwca doszło do bójki na zapleczu między rywalami. Tydzień później zmierzyli się ze sobą w starciu rewanżowym, z którego zwycięsko wyszedł Cesaro. Walka nie rozwiązała konfliktu między zawodnikami, którzy w kolejnych tygodniach dopuszczali się ataków na sobie nawzajem. 17 lipca Zayn, Cesaro i wplątany w rywalizację Leo Kruger zawalczyli ze sobą w Triple Threat matchu o miano pretendenckie do NXT Championship; Kruger wykorzystał konflikt między dwoma przeciwnikami i wygrał walkę. W kolejnych tygodniach Zayn nawiązał współpracę z Bo Dallasem, wkrótce jednak opuścił partnera, by kontynuować waśnie z Cesaro. 21 sierpnia zawodnicy zmierzyli się w 2-out-of-3 Falls matchu, który ostatecznie, z wynikiem 2–1, wygrał Cesaro. Po walce rywalizacja ucichła; Cesaro wrócił do głównego rosteru WWE, Zayn natomiast kontynuował występy w NXT. Konflikt został ponownie wznowiony, gdy 22 stycznia Zayn przyznał, że nadal nie pogodził się z porażką. Wyzwał przeciwnika na kolejną walkę, ten jednak nie zgodził się na rewanż. 12 lutego, wbrew sprzeciwom Cesaro, Triple H zabookował ostateczne starcie między rywalami na NXT Arrival.

#### Bo Dallas vs. Adrian Neville
Zalążków feudu między Adrianem Neville’em a Bo Dallasem można doszukiwać się już w maju 2013, kiedy to Neville – posiadacz NXT Tag Team Championship – wybrał Dallasa na zastępstwo za swojego kontuzjowanego partnera, Olivera Greya, tym samym czyniąc Dallasa mistrzem drużynowym. Neville i Dallas szybko utracili mistrzostwa; w późniejszych miesiącach Neville ponownie zdobył mistrzostwo tag teamów, natomiast Dallas stał się antagonistą i zdobył NXT Championship. 27 listopada 2013 Neville zdobył miano pretendenckie do głównego mistrzostwa NXT, a tydzień później zmierzył się z Dallasem. Walka zakończyła się wyliczeniem pozaringowym mistrza, przez co tytuł nie zmienił właściciela. 18 grudnia zawodnicy spotkali się w rewanżowym Lumberjack matchu. I tym razem pojedynek zakończył się nieczysto – walkę zakończyła interwencja jednego z „drwali” – Tylera Breeze’a. Neville ponownie stał się pretendentem po pokonaniu Dallasa w Beat the Clock Challenge’u w styczniu 2014. 5 lutego, podczas odcinka NXT, Triple H ogłosił, że zawodnicy zawalczą o NXT Championship w Ladder matchu na nadchodzącym NXT Arrival.

## Gala

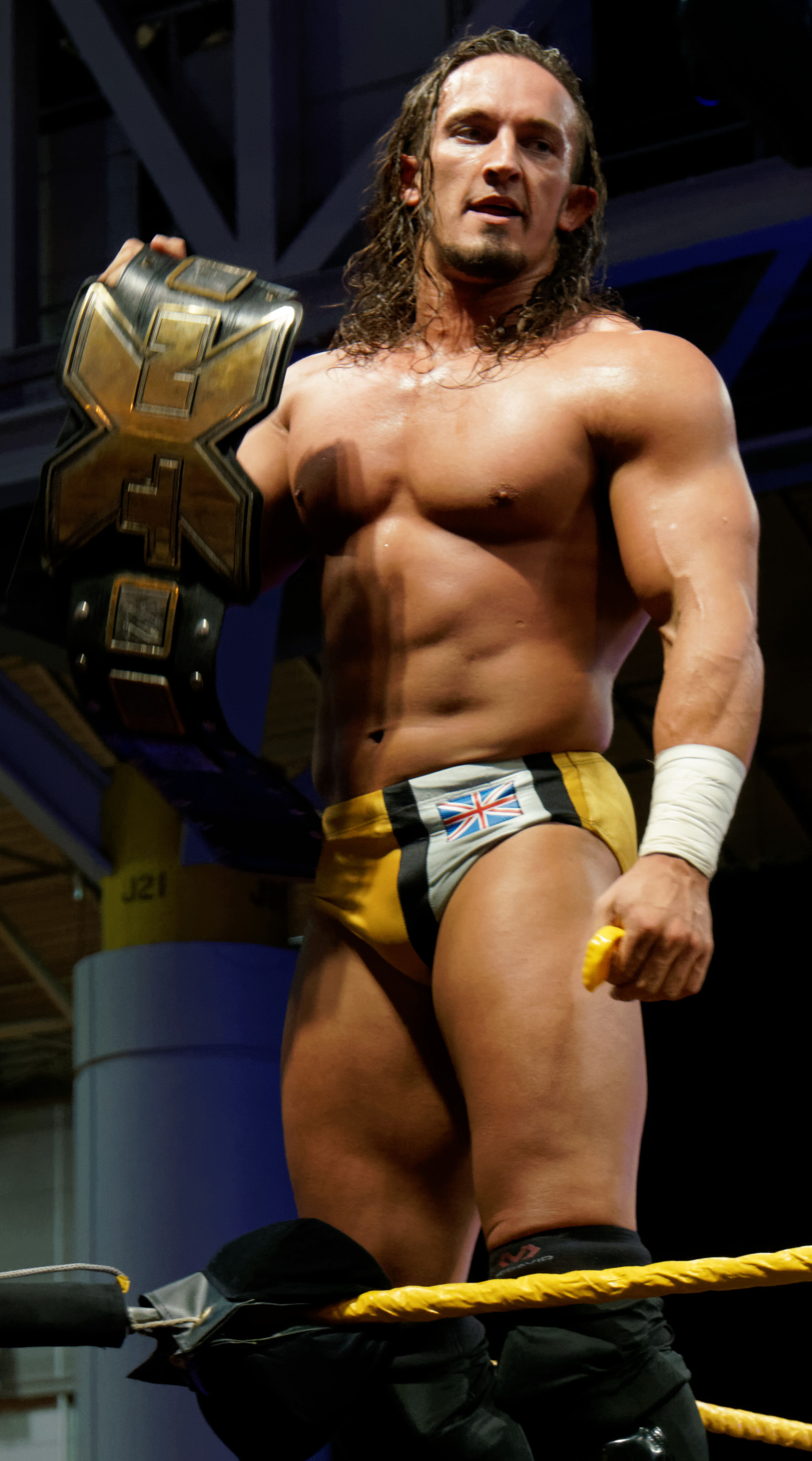
Adrian Neville zdobył NXT Championship w walce wieczoru NXT Arrival

NXT Arrival komentowali Tom Phillips, William Regal i Byron Saxton, zaś jako konferansjerka służyła Eden Stiles. W panelu pre-show udział wzięli Bret Hart, Paul Heyman, Kevin Nash oraz Renee Young. Na widowni obecni byli kanclerz Full Sail University Garry Jones, burmistrz Hrabstwa Orange Teresa Jacobs, WWE Hall of Famerzy Ric Flair, Pat Patterson, Dusty Rhodes, Larry Zbyszko, Steve Keirn, oraz wrestler WWE John Cena.
Przed rozpoczęciem transmisji na żywo, fani zgromadzeni w Full Sail University mogli zobaczyć walkę między Masonem Ryanem a Sylvestrem Lefortem; zwycięzcą okazał się ten pierwszy.

### Główne show
NXT Arrival rozpoczęło krótkie promo Triple H’a. Producent NXT zapowiedział, że „NXT to następne pokolenie, które właśnie nadeszło”.
Openerem gali było zapowiadane starcie między Samim Zaynem a Cesaro. Pierwsze minuty zaciętej walki były pokazem technicznego wrestlingu, z czasem jednak coraz częściej w starciu pojawiały się ryzykowne akcje wyczynowe oraz finishery obu wrestlerów. Zawodnicy nie stronili też od walki poza ringiem. W drugiej połowie spotkania Zayn wykonał na Cesaro Helluva Kick, lecz nie wystarczyło to do pokonania przeciwnika. Dzięki ciągłym atakom na kontuzjowane wcześniej kolano rywala, odgrywający rolę heela Cesaro zapewnił sobie przewagę; nakazał Zaynowi dobrowolnie poddać walkę i leżeć na macie, ten jednak wciąż wstawał, za co karany był kolejnymi, charakterystycznymi dla Cesaro ciosami podbródkowymi. Zayn odparł atak dopiero po czwartym ciosie, dzięki kontrze zdołał wykonać na przeciwniku sunset flip powerbomb, nie dało mu to jednak zwycięstwa. W odpowiedzi, Cesaro wymierzył oponentowi dwa European Uppercuty oraz Neutralizer, czym zapewnił sobie wygraną. Po zakończeniu pojedynku zawodnicy otrzymali owacje na stojąco od publiki i objęli się na znak szacunku.
Mojo Rawley pokonał CJ Parkera w walce trwającej zaledwie trzy minuty; wykończył przeciwnika atakiem biodrem i Hyperdrivem.
W trzecim starciu gali posiadacze NXT Tag Team Championship The Ascension (Konnor i Viktor) mieli zawalczyć z niezapowiedzianymi przeciwnikami. Ich oponentami okazał się popularny w latach Attitude Ery tag team Too Cool (Scotty 2 Hotty i Grand Master Sexay). Pod koniec sześciominutowej walki Viktor uniknął Wormu Hotty’ego, po czym The Ascension wykonało na Hottym drużynową akcję kończącą Fall of Man.
Starcie o NXT Women’s Championship poprzedziło przemówienie Stephanie McMahon, która posłużyła również jako konferansjerka spotkania. Walka między Paige a Emmą rozpoczęło się typową dla ówczesnego wrestlingu kobiet szarpaniną. Emma wypracowała sobie przewagę nad mistrzynią dzięki technicznej dźwigni oraz wykonanym powerbombie. Paige zdołała wrócić do gry, atakując pretendentkę Paige Turnerem oraz własną dźwignią (nazwaną później Paige Tapout), którą zmusiła Emmę do poddania się. Po walce przeciwniczki objęły się, kończąc swoją rywalizację.
Tyler Breeze zmierzył się z Xavierem Woodsem. Walka została przerwana przez interwencję Ruseva i Lany. Rusev zaatakował obydwu uczestników, dlatego pojedynek został nierozstrzygnięty.

### Walka wieczoru
Tuż przed rozpoczęciem ostatniego starcia gali krótkie przemówienie wygłosił WWE Hall of Famer Shawn Michaels.
W walce wieczoru NXT Arrival mistrz NXT Bo Dallas bronił tytułu mistrzowskiego przeciwko Adrianowi Neville’owi. Był to pierwszy Ladder match w historii NXT. Pojedynek szybko zdominował Bo Dallas; po kilku udanych atakach zaplątał pretendenta w linach, po czym udał się po drabinę. Neville szybko wyswobodził się z lin i zaatakował mistrza NXT z zaskoczenia, wyrównując szanse. Zaczął wspinać się na drabinę, lecz szybko został zrzucony przez oponenta i ponownie uwięziony, tym razem pod drabiną. Zdołał zatrzymać mistrza przed ściągnięciem pasa, wkrótce jednak sam zaprzepaścił szansę zdobycia mistrzostwa spadając z drabiny.
Dallas ponownie zyskał przewagę, zrzucając Neville’a z górnej liny na podłogę poza ringiem. Zaczął wspinać się po pas, lecz szybko został dogoniony przez oponenta. Wykonał na przeciwniku powerbomb, rzucając nim w usytuowaną w narożniku drugą drabinę. Pretendent skontrował kolejny atak mistrza, po czym sam cisnął nim w leżącą drabinę, wspiął się na górną linę i wykonał swoją akcję kończącą Red Arrow. Pozwoliło mu to na wspięcie się na szczyt drabiny i zerwanie pasa. Wygrywając walkę, Neville stał się czwartym posiadaczem NXT Championship.
Transmisja na żywo zakończyła się celebracją nowego mistrza NXT w ringu. Po zejściu NXT Arrival z anteny do świętującego Neville’a dołączyli John Cena oraz Triple H, obaj pogratulowali mu sukcesu, a producent NXT podniósł jego rękę w geście zwycięstwa. Neville podziękował publiczności za wsparcie, po czym udał się na zaplecze.

## Odbiór gali

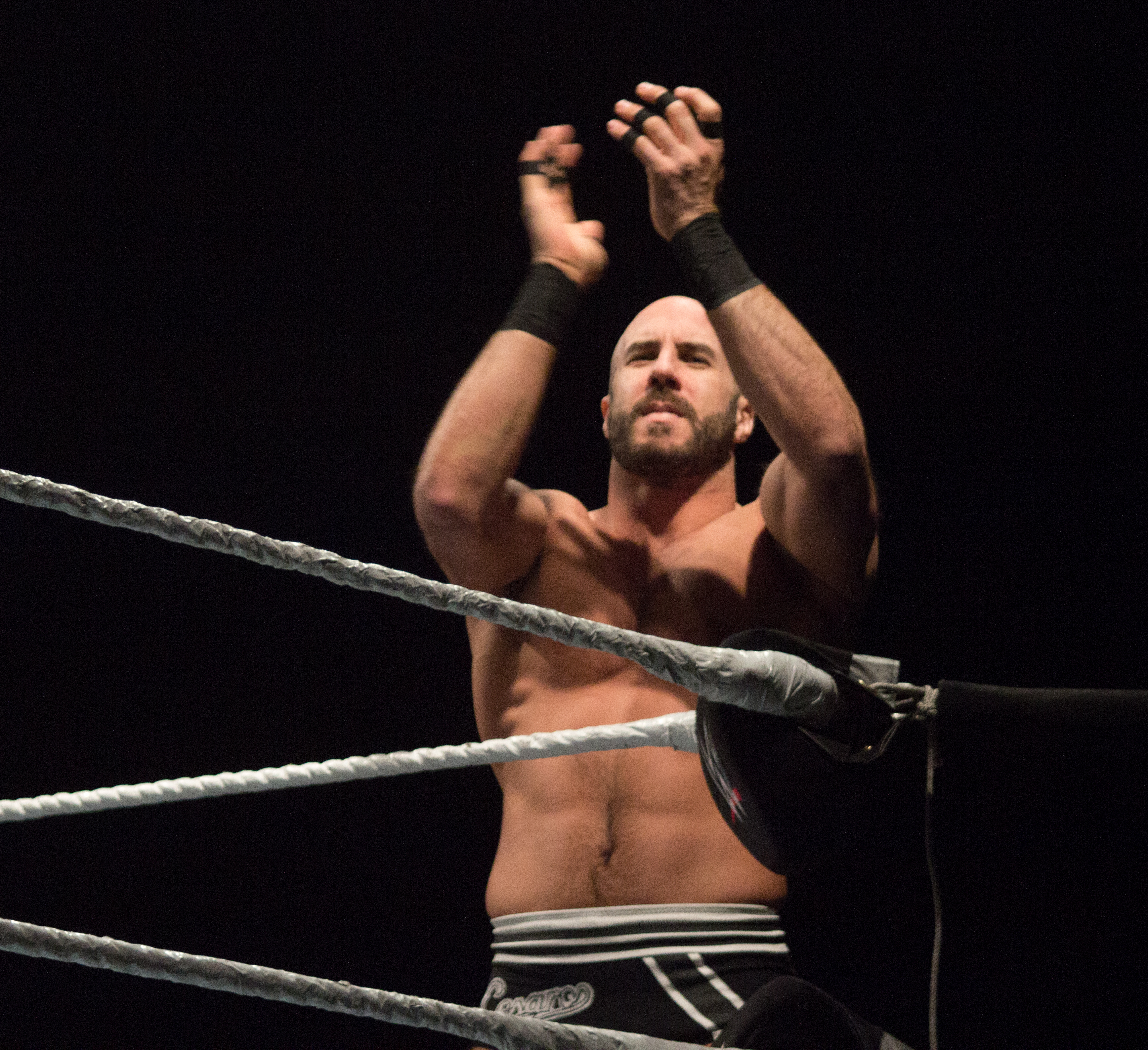
Walka Cesaro (na zdjęciu) z Samim Zaynem oceniana była najlepiej spośród karty gali

Około 200 osób, które zakupiły bilety na NXT Arrival nie wpuszczono do Full Sail University, ponieważ arena nie pomieściłaby tylu fanów. Wielu widzów oglądających galę na żywo poprzez WWE Network napotkało problemy techniczne.
NXT Arrival otrzymało dobre opinie krytyków i fanów. Aaron Oster z Baltimore Sun określił widowisko jako „fantastyczne, lecz zeszpecone przez problemy techniczne”. Odkładając kwestię WWE Network na bok, Oster stwierdził, że Arrival było „fenomenalnym widowiskiem, które pozwoliło rosterowi NXT zabłysnąć”, oraz że wszystkie z trzech najbardziej promowanych walk spełniły lub przekroczyły jego oczekiwania. Pochwalił komentatorów, opener gali, postępy Mojo Rawley’ego w ringu, określił walkę o NXT Women’s Championship jako najlepsze starcie kobiet w WWE od ostatnich kilku lat. Uznał jednak, że starcie między The Ascension a Too Cool było złym pomysłem, a walka wieczoru była dobra, lecz nie wyróżniła się na tle innych pojedynków z drabinami.
Kevin Pantoja, redaktor serwisu 411mania.com, ocenił galę na 8.5 punktu w skali dziesięciopunktowej. Ocena użytkowników serwisu wyniosła 7.7 punktu. Pantoja szczególnie zachwalił walkę Cesaro z Samim Zaynem, oceniając ją na 4¾ gwiazdki na 5 możliwych i przyznając jej status kandydata na pojedynek roku. Podobnie do Aarona Ostera, Pantoja uznał pojedynek Paige i Emmy za lepszy od walk kobiet głównego rosteru. Walkę wieczoru określił jako „solidny, lecz niespektakularny Ladder match”. Redaktor nie szczędził słów krytyki wobec starcia drużynowego, twierdząc, że mistrzowie tag team mogli zaprezentować się lepiej, gdyby walka była krótsza.
Justin James z Pro Wrestling Torch stwierdził, że „chętnie zapłaciłby za NXT Arrival tyle, ile trzeba płacić za każdą galę pay-per-view”. Pochwalił zespół komentatorski, występy Samiego Zayna, Cesaro, Adriana Neville’a oraz Bo Dallasa, jak również walkę kobiet.
Średnia ocen wszystkich walk gali przyznanych przez Wrestling Observer Newsletter Dave’a Meltzera wyniosła 2½ gwiazdki. Najwyższą ocenę otrzymał opener gali – magazyn przyznał tej walce 4¼ gwiazdki na 5 możliwych. Drugim najwyżej ocenionym starciem była walka wieczoru, która otrzymała 3¼ gwiazdki. Według magazynu, najgorzej wypadł pojedynek między CJ Parkerem a Mojo Rawleyem, której przyznano jedną gwiazdkę.

## Wydarzenia po gali

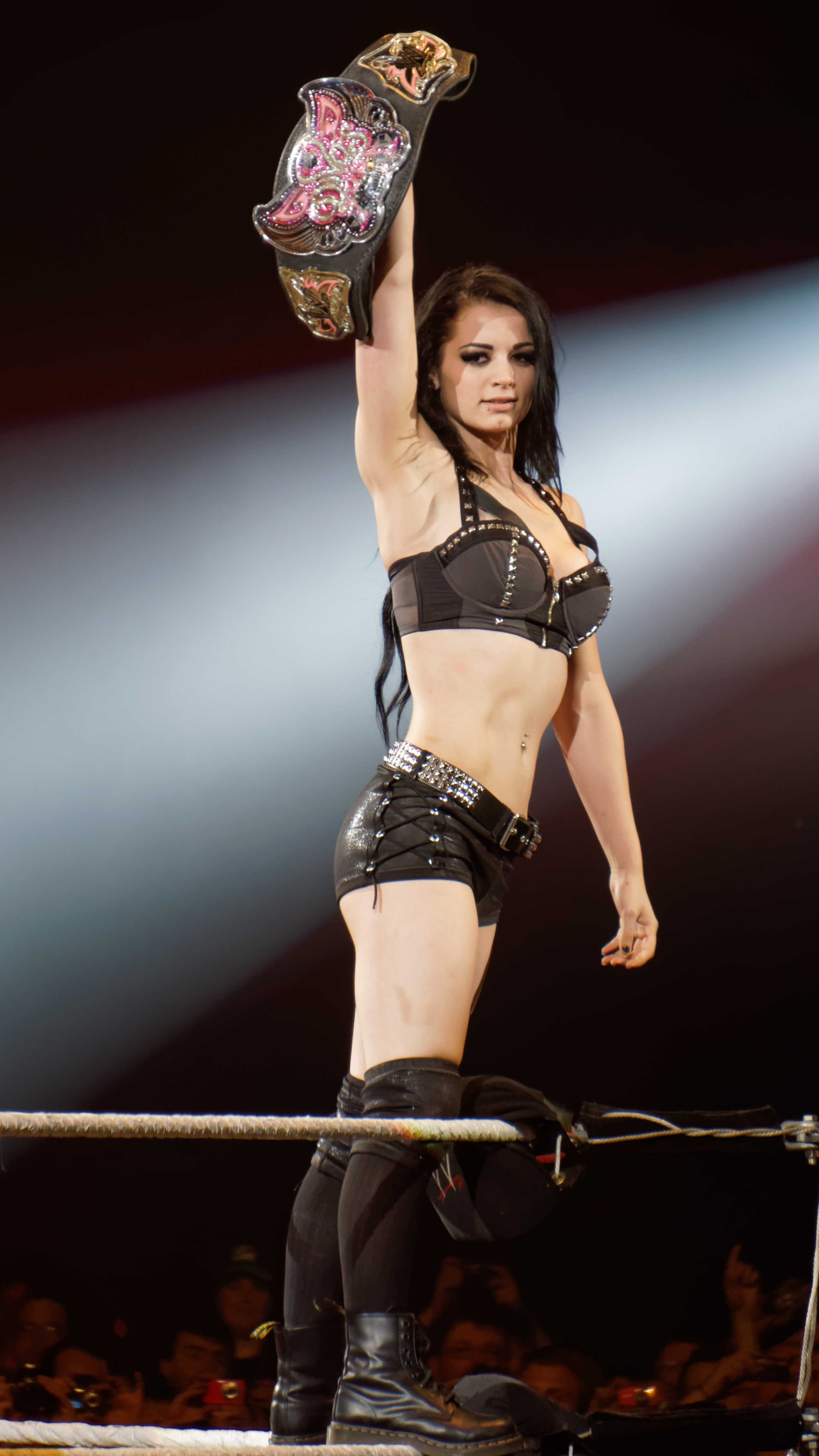
Paige zadebiutowała w głównym rosterze WWE i zdobyła Divas Championship w swojej pierwszej walce

WWE przeprosiło za problemy techniczne, które napotkali widzowie oglądający galę na żywo za pośrednictwem WWE Network.
Starcie między Adrianem Neville’em a Bo Dallasem zostało umieszczone w kompilacji najlepszych walk NXT, wyprodukowanej przez WWE.
Adrian Neville pokonał Bo Dallasa w walce rewanżowej, zaś Sami Zayn rozpoczął rywalizację z Coreyem Gravesem. Cesaro wygrał André The Giant Memorial Battle Royal na WrestleManii XXX. 7 kwietnia, dzień po WrestleManii, Paige zadebiutowała w głównym rosterze; pokonała mistrzynię Div, AJ Lee, stając się nową posiadaczką WWE Divas Championship. Po tej wygranej, Paige zmuszona była zawiesić NXT Women’s Championship. Również 7 kwietnia Alexander Rusev odnotował pierwszą wygraną w głównym rosterze, a także zaczęto wypuszczać winiety promujące debiut Bo Dallasa.
Druga gala specjalna NXT, nazwana NXT TakeOver, odbyła się 29 maja 2014. Rozpoczęła ona cykl gal TakeOver.

## Wyniki walk
| Nr                                                                                    | Wyniki                                                                                               | Stypulacje                                 | Czas  |
| ------------------------------------------------------------------------------------- | --- | ------------------------------------------ | ----- |
| 1D                                                                                    | Mason Ryan pokonał Sylvestra Leforta                                                                 | Singles match                              | N/A   |
| 2                                                                                     | Cesaro pokonał Samiego Zayna                                                                         | Singles match                              | 22:55 |
| 3                                                                                     | Mojo Rawley pokonał CJ’a Parkera                                                                     | Singles match                              | 3:25  |
| 4                                                                                     | The Ascension (Konnor i Viktor) (c) pokonali Too Cool (Scotty’ego 2 Hotty’ego i Grand Master Sexaya) | Tag team match o NXT Tag Team Championship | 6:40  |
| 5                                                                                     | Paige (c) pokonała Emmę                                                                              | Singles match o NXT Women’s Championship   | 12:54 |
| 6                                                                                     | Tyler Breeze vs. Xavier Woods zakończyło się bez rezultatu                                           | Singles match                              | 0:35  |
| 7                                                                                     | Adrian Neville pokonał Bo Dallasa (c)                                                                | Ladder match o NXT Championship            | 16:02 |
| (c) – mistrz/mistrzyni przed walkąD – walka była dark matchem (nietransmitowana w TV) | |                                            |       |